# عاشیق‌لی (گوی‌گول)
عاشیق‌لی (به لاتین: Aşıqlı، پیش‌تر وروشیلوفکا Voroşilovka) یک منطقه مسکونی در جمهوری آذربایجان است که در شهرستان گوی‌گول واقع شده است عاشیق‌لی ۱۸۳۱ نفر جمعیت دارد.